# Biemna truncata
Biemna truncata är en svampdjursart som beskrevs av Jörn Hentschel 1912. Biemna truncata ingår i släktet Biemna och familjen Desmacellidae. Inga underarter finns listade i Catalogue of Life.